# Saikosjärvet
Saikosjärvet är varandra näraliggande sjöar i Pajala kommun i Norrbotten som ingår i Kalixälvens huvudavrinningsområde
- Pikku Saikkosjärvi, sjö i Pajala kommun, 66°53′42″N 22°35′11″Ö / 66.895°N 22.5864°Ö (4,87 ha)
- Iso Saikkosjärvi, sjö i Pajala kommun, 66°53′45″N 22°35′34″Ö / 66.8959°N 22.5929°Ö (6,13 ha)